# Tropique du Cancer (film, 1972)
Pour les articles homonymes, voir Tropique du Cancer (homonymie).
Pour plus de détails, voir Fiche technique et Distribution.
Tropique du Cancer (Al tropico del cancro) est un giallo italien coécrit et réalisé par Giampaolo Lomi et Edoardo Mulargia, sorti en 1972.

## Synopsis
Le docteur Williams vit et exerce à Port-au-Prince depuis plusieurs années et se consacre exclusivement à son travail à l'hôpital. Derrière sa couverture de médecin irréprochable et respecté, il est aussi trafiquant de drogues. Une réputation peu flatteuse mais très lucrative. Le scientifique a créé un puissant hallucinogène à haute teneur érotique qui permet au sujet ou à la victime d'explorer, en pénétrant dans un univers fantasmatique, ses propres désirs ou fantasmes sexuels les plus secrets et inavouables.
Sa création excitante et intrigante est convoitée par des gens immoraux comme Peacock, un pédophile obèse et énorme fortune de l'île, ou bien un certain Murdock, fraîchement arrivé avec son homme de main.
Mais Williams ne veut pas vendre son invention et, après l'avoir cachée, fait croire qu'il a fait table rase de son passé. Jusqu'au jour où son vieil ami, Fred Wright, et sa sublime épouse Grace débarquent sur l'île pour passer leurs vacances au soleil.
Mais leur séjour se transforme en cauchemar lorsque les deux assistants de Williams sont assassinés. Alors que les Blancs s'entretuent pour s'approprier la drogue hallucinogène, les Haïtiens pratiquent des rituels vaudous dans les endroits publics. Le climat sur l'île s'alourdit et devient oppressant. Quant à Grace, sous l'emprise de l'invention de Williams, elle découvre ses désirs enfouis au son des tambours vaudous...

## Fiche technique
- Titre original : Al tropico del cancro
- Titre français : Tropique du Cancer
- Réalisation : Giampaolo Lomi et Edoardo Mulargia (crédité sous le pseudonyme « Edward G. Muller »)
- Montage : Cesare Bianchini
- Musique : Piero Umiliani
- Photographie : Marcello Masciocchi
- Production : Pino De Martino et Andrea Di Sangiuliano
- Société de production et distribution : 14 Luglio et Cinematografica S.r.l.
- Pays d'origine :  Italie
- Langue originale : italien
- Format : couleur
- Genre : Giallo
- Durée : 90 minutes
- Dates de sortie :
  -  Italie : 30 septembre 1972

## Distribution
- Anthony Steffen : docteur Williams
- Anita Strindberg : Grace Wright
- Gabriele Tinti : Fred Wright
- Umberto Raho : Philip
- Alfio Nicolosi : Murdock
- Stelio Candelli : Garner
- Kathie Witt : Robin